# Tómbola (Alicante)
Tómbola es un barrio de la ciudad española de Alicante. Según el padrón municipal, cuenta en el año 2022 con una población de 2425 habitantes (1237 mujeres y 1188 hombres).

## Localización
Tómbola limita al norte con el barrio de Rabasa, al sur con Los Ángeles y San Agustín, al este con Virgen del Remedio y al oeste con el barrio de Polígono San Blas. Está incluido en el distrito 3 de la capital alicantina.
Asimismo, está delimitado exteriormente, desde el oeste y en el sentido horario, por las avenidas y calles siguientes: Pilar de la Horadada, Ponce de León, Virgen del Rocío, Virgen de la Merced, Virgen de la Salud, Novelda y Jaime I.

## Antecedentes
El barrio nació en los años sesenta del siglo XX. Era una época de fuerte inmigración hacia Alicante y escaseaba la vivienda. Entonces, la organización católica Caritas puso en marcha una tómbola para obtener fondos y construir algunas casas modestas. En la rifa organizada se sortearon las cien primeras viviendas.
El pequeño vecindario del inicio es actualmente una tranquila zona residencial. Quizás por su origen católico, las calles de este lugar llevan nombres de vírgenes. En un principio, se pensó en denominar al barrio con el nombre del papa Pío XII, pero finalmente se eligió el de Tómbola.

## Población
El barrio tiene una población ya asentada. Según el padrón municipal de habitantes de Alicante, la evolución de la población de Tómbola en los últimos años, del 2010 al 2022, tiene los siguientes números:
|              | 2010 | 2011  | 2012 | 2013  | 2014  | 2015 | 2016 | 2017  | 2018 | 2019 | 2020 | 2021 | 2022  |
| ------------ | ---- | ----- | ---- | ----- | ----- | ---- | ---- | ----- | ---- | ---- | ---- | ---- | ----- |
| Población    | 2433 | 2446  | 2440 | 2411  | 2428  | 2433 | 2427 | 2451  | 2457 | 2455 | 2460 | 2454 | 2425  |
| (Diferencia) |      | (+13) | (-6) | (-29) | (+17) | (+5) | (-6) | (+24) | (+6) | (-2) | (+5) | (-6) | (-29) |